# گونار ونرستروم
گونار ونرستروم (انگلیسی: Gunnar Wennerström; ۲۷ ژوئن ۱۸۷۹ – ۲ ژوئن ۱۹۳۱) شناگر، و بازیکن واترپلو اهل سوئد بود.